# Division nationale (Schach) 1999/2000
Die Division nationale (Schach) 1999/2000 war die höchste Spielklasse der luxemburgischen Mannschaftsmeisterschaft im Schach.
Meister wurde zum fünften Mal in Folge Gambit Bonnevoie. Aus der Promotion d'honneur war die zweite Mannschaft von Le Cavalier Differdange aufgestiegen (zweiter Aufsteiger wäre die dritte Mannschaft von Gambit Bonnevoie gewesen, da jedoch die eigene zweite Mannschaft auf einem Abstiegsplatz der Division nationale landete, blieb der Status quo unverändert). Differdanges zweite Mannschaft musste zusammen mit der zweiten Mannschaft von Bonnevoie direkt wieder absteigen. Zu den gemeldeten Mannschaftskadern siehe Mannschaftskader der Division nationale (Schach) 1999/2000.

## Modus
Das Turnier war unterteilt in eine Vorrunde und eine Endrunde. Die acht teilnehmenden Mannschaften spielten zunächst ein einfaches Rundenturnier. Die ersten Vier spielten im Poule Haute um den Titel, die letzten vier im Poule Basse gegen den Abstieg. Über die Platzierung entschied zunächst die Summe der Mannschaftspunkte (1 Punkt für einen Sieg, 0,5 Punkte für ein Unentschieden, 0 Punkte für eine Niederlage), anschließend die Zahl der Brettpunkte (1 Punkt für einen Sieg, 0,5 Punkte für ein Remis, 0 Punkte für eine Niederlage). Für die Endplatzierung wurden sowohl die Punkte aus der Vorrunde als auch die Punkte aus der Endrunde berücksichtigt.

## Spieltermine
Die Wettkämpfe wurden ausgetragen am 24. Oktober, 7. und 21. November 1999, 9. und 23. Januar, 6. und 20. Februar, 5. und 19. März und 2. April 2000.

## Vorrunde
Während Gambit Bonnevoie, De Sprénger Echternach und Le Cavalier Differdange sich souverän für den Poule Haute qualifizierten, waren der vierte Platz hart umkämpft. Erst in der letzten Runde fiel die Entscheidung zugunsten von Cercle d'échecs Dudelange.

### Abschlusstabelle
| Pl. | Verein                                      | Sp | G | U | V | MP      | Brett-P.  |
| --- | ------------------------------------------- | -- | - | - | - | ------- | --------- |
| 01. | Gambit Bonnevoie I. Mannschaft (M)          | 7  | 7 | 0 | 0 | 7:0     | 38,5:17,5 |
| 02. | De Sprénger Echternach                      | 7  | 5 | 0 | 2 | 5:2     | 37,0:29,0 |
| 03. | Le Cavalier Differdange I. Mannschaft       | 7  | 4 | 0 | 3 | 4:3     | 30,5:25,5 |
| 04. | Cercle d'échecs Dudelange                   | 7  | 3 | 1 | 3 | 3,5:3,5 | 34,5:21,5 |
| 05. | Le Cavalier Belvaux                         | 7  | 3 | 0 | 4 | 3:4     | 25,0:31,0 |
| 06. | Cercle d'échecs Philidor Dommeldange-Beggen | 7  | 2 | 1 | 4 | 2,5:4,5 | 23,0:33,0 |
| 07. | Gambit Bonnevoie II. Mannschaft             | 7  | 2 | 0 | 5 | 2:5     | 17,0:39,0 |
| 08. | Le Cavalier Differdange II. Mannschaft (N)  | 7  | 1 | 0 | 6 | 1:6     | 18,5:39,5 |

### Entscheidungen
|     | Teilnehmer am Poule Haute: Gambit Bonnevoie I. Mannschaft, De Sprénger Echternach, Le Cavalier Differdange I. Mannschaft, Cercle d'échecs Dudelange                  |
|     | Teilnehmer am Poule Basse: Le Cavalier Belvaux, Cercle d'échecs Philidor Dommeldange-Beggen, Gambit Bonnevoie II. Mannschaft, Le Cavalier Differdange II. Mannschaft |
| (M) | Meister der letzten Saison |
| (N) | Aufsteiger der letzten Saison |

### Kreuztabelle
| Ergebnisse | Ergebnisse                                  | 01. | 02. | 03. | 04. | 05. | 06. | 07. | 08. |
| ---------- | ------------------------------------------- | --- | --- | --- | --- | --- | --- | --- | --- |
| 01.        | Gambit Bonnevoie I. Mannschaft              |     | 5   | 4½  | 4½  | 5½  | 5½  | 6½  | 7   |
| 02.        | De Sprénger Echternach                      | 3   |     | 2½  | 4½  | 6½  | 5½  | 7½  | 7½  |
| 03.        | Le Cavalier Differdange I. Mannschaft       | 3½  | 5½  |     | 2   | 3½  | 6   | 5½  | 4½  |
| 04.        | Cercle d'échecs Dudelange                   | 3½  | 3½  | 6   |     | 3½  | 4   | 8   | 6   |
| 05.        | Le Cavalier Belvaux                         | 2½  | 1½  | 4½  | 4½  |     | 5½  | 3   | 3½  |
| 06.        | Cercle d'échecs Philidor Dommeldange-Beggen | 2½  | 2½  | 2   | 4   | 2½  |     | 5   | 4½  |
| 07.        | Gambit Bonnevoie II. Mannschaft             | 1½  | ½   | 2½  | 0   | 5   | 3   |     | 4½  |
| 08.        | Le Cavalier Differdange II. Mannschaft      | 1   | ½   | 3½  | 2   | 4½  | 3½  | 3½  |     |

## Endrunde

### Poule Haute
Bonnevoie ging mit zwei Punkten Vorsprung auf Echternach in die Endrunde, und nachdem Echternach gegen Differdange nicht über ein Unentschieden hinauskam, war die Titelverteidigung Bonnevoies bereits zwei Runden vor Schluss perfekt.

#### Abschlusstabelle
| Pl. | Verein                                | Sp | G | U | V | MP      | Brett-P.  |
| --- | ------------------------------------- | -- | - | - | - | ------- | --------- |
| 01. | Gambit Bonnevoie I. Mannschaft (M)    | 10 | 9 | 0 | 1 | 9:1     | 53,0:27,0 |
| 02. | De Sprénger Echternach                | 10 | 7 | 1 | 2 | 7,5:2,5 | 50,5:29,5 |
| 03. | Le Cavalier Differdange I. Mannschaft | 10 | 5 | 1 | 4 | 5,5:4,5 | 44,0:36,0 |
| 04. | Cercle d'échecs Dudelange             | 10 | 3 | 1 | 6 | 3,5:6,5 | 41,0:39,0 |

#### Entscheidungen
|     | Luxemburgischer Meister: Gambit Bonnevoie I. Mannschaft |
| (M) | Meister der letzten Saison                              |

#### Kreuztabelle
| Ergebnisse | Ergebnisse                            | 01. | 02. | 03. | 04. |
| ---------- | ------------------------------------- | --- | --- | --- | --- |
| 01.        | Gambit Bonnevoie I. Mannschaft        |     | 3½  | 5   | 6   |
| 02.        | De Sprénger Echternach                | 4½  |     | 4   | 5   |
| 03.        | Le Cavalier Differdange I. Mannschaft | 3   | 4   |     | 6½  |
| 04.        | Cercle d'échecs Dudelange             | 2   | 3   | 1½  |     |

### Poule Basse
Nach der Vorrunde war Differdanges zweite Mannschaft abgeschlagen auf dem letzten Platz, während die übrigen drei Mannschaften dicht zusammen lagen. Da allerdings Bonnevoies zweite Mannschaft die beiden ersten Runden verlor, standen schon vor der letzten Runde die zweiten Mannschaften von Differdange und Bonnevoie als Absteiger fest.

#### Abschlusstabelle
| Pl. | Verein                                      | Sp | G | U | V | MP      | Brett-P.  |
| --- | ------------------------------------------- | -- | - | - | - | ------- | --------- |
| 05. | Cercle d'échecs Philidor Dommeldange-Beggen | 10 | 4 | 1 | 5 | 4,5:5,5 | 36,5:43,5 |
| 06. | Le Cavalier Belvaux                         | 10 | 4 | 0 | 6 | 4:6     | 33,0:47,0 |
| 07. | Le Cavalier Differdange II. Mannschaft (N)  | 10 | 3 | 0 | 7 | 3:7     | 31,5:49,5 |
| 08. | Gambit Bonnevoie II. Mannschaft             | 10 | 3 | 0 | 7 | 3:7     | 30,5:49,5 |

#### Entscheidungen
|     | Absteiger in die Promotion d'honneur: Le Cavalier Differdange II. Mannschaft, Gambit Bonnevoie II. Mannschaft |
| (N) | Aufsteiger der letzten Saison                                                                                 |

#### Kreuztabelle
| Ergebnisse | Ergebnisse                                  | 05. | 06. | 07. | 08. |
| ---------- | ------------------------------------------- | --- | --- | --- | --- |
| 05.        | Cercle d'échecs Philidor Dommeldange-Beggen |     | 5   | 3   | 5½  |
| 06.        | Le Cavalier Belvaux                         | 3   |     | 5   | 0   |
| 07.        | Le Cavalier Differdange II. Mannschaft      | 5   | 3   |     | 5   |
| 08.        | Gambit Bonnevoie II. Mannschaft             | 2½  | 8   | 3   |     |

## Die Meistermannschaft
| 1.            | Gambit Bonnevoie |
| Schachfiguren | Timothy Upton, Fred Berend, Lars-Bo Rasmussen, Pierre Blaeser, Guy Monaville, Andreas Roll, Henri Moris, Robert Ackermann, Denis Baudot, Léon Meeussen, Michael Wiedenkeller, Elvira Berend, Tom Weber, Gunnar Gnad, Geoffrey Stern, Pedro Magalhaes, Francis Wislez, Pierre Christen. |